# Probabilisme gnoséologique
Le probabilisme gnoséologique est un abord du probabilisme qui concerne la philosophie de la connaissance, visant à établir les conditions, la valeur et les limites de la connaissance même. Le probabilisme gnoséologique est un type de probabilisme précédant (IIe siècle av. J.-C.) l'« éthique-moral », relatif à la théologie morale du XVIIe siècle. 
Très proche des nombreux problèmes de l'épistémologie, le probabilisme gnoséologique ne doit pas être confondu avec l'éthique-moral ni avec le probabilisme scientifique et ontique, qui concerne les phénomènes physiques. Ils peuvent être simples ou complexes, et à ce titre sont respectivement considérés objets d'étude de la mécanique quantique et de la physique de la complexité.

## Histoire
La Nouvelle Académie autour du IIIe siècle av. J.-C. porte une profonde transformation de la gnoséologie platonicienne. Le concept de vérité profondément remis en cause, parce qu'elle doit maintenant être recherchée en toute autre direction : non plus par la voie de l'idéalisme, mais par celle du probabilisme gnoséologique. Donc, de Platon reste seulement la méthode dialogique d'approche, mais appliqué à la réalité et non plus à une abstraite vérité idéaliste. 
La Nouvelle Académie naît à l'initiative d'Arcésilas de Pitane (315-241 av. J.-C.), mais c'est seulement avec Carneade qu'elle trouve sa direction proprement probabiliste. Selon Carneade il  n'y a pas des vrais critères pour arriver à la vérité, car il n'y a pas de représentations mentales considérables vraies. Cette thèse s'oppose particulièrement au stoïcisme. Cicéron, dans son écrit Académiques (II, XIII, 41), donne un résumé de la pensée de Carneade en quatre points :

1) il y a des fausses représentations mentales du réel.

2) ces représentations ne donnent aucune vraie connaissance.

3) on ne peut distinguer leur degré de certitude, car les représentations ne donnent pas des éléments de différence.

4) et enfin: il n'y sont pas des représentations mentales vraies qu’on peut distinguer des fausses.
Carnéade, comme beaucoup des sceptiques, ne voit plus une vraie faculté de connaître la réalité, car elle n’est pas définie pour nous, mais seulement probable. D’autre part, la raison elle-même est lié aux représentations de l’esprit et n’a donc aucun rapport direct avec le monde. De plus, une dialectique de la raison, basée seulement sur les représentations, risque de porter à nombreuses contradictions. 
La critique carnéadienne de toute certitude conduit à l’acatalepsie : la suspension du jugement et donc la négation de toute croyance plausible.

## Contemporanéité
Aujourd'hui le probabilisme gnoséologique est encore vivant. Dans sa forme moderne, il peut être vu comme un type de relativisme basé sur la probabilité, étant donné que certaines formes de relativisme affirment que la connaissance est relativisée par une probabilité majeure ou mineure d’avoir de forts éléments de connaissance sur des bases scientifiques, et donc objectives. 
Mais l'objectivité du connaître est possible seulement si on se fonde sur des évidences scientifiques. Nous pouvons alors le nommer probabilisme scientifique ou probabilisme ontique issu de l'adjectif grec τό όν qui signifie  « être ».